# Kavaranahalli, Chik Ballapur
Kavaranahalli là một làng thuộc tehsil Chik Ballapur, huyện Kolar, bang Karnataka, Ấn Độ.